# Jaime Lee Kirchner
Jaime Lee Kirchner (* 23. August 1981 in Nürnberg) ist eine US-amerikanische Schauspielerin.

## Leben
Kirchner wurde in Deutschland geboren, wuchs aber in Clarksville, Tennessee auf. Sie besuchte die Tisch School of the Arts an der New York University in New York City.
Kirchner ist als Tänzerin im Musikvideo des Rapsongs Work It Out von Beyoncé aus dem Jahr 2002 zu sehen.
Von 2016 bis 2022 spielte Kirchner in der Fernsehserie Bull die Rolle der Danielle „Danny“ James, der leitenden Ermittlerin des Teams, die früher als Polizistin und beim FBI arbeitete.

## Filmografie (Auswahl)
- 2005: Rescue Me (Fernsehserie, eine Folge)
- 2005: Carlito’s Way – Weg zur Macht (Carlito’s Way: Rise to Power)
- 2005–2006: Just Legal (Fernsehserie, 7 Folgen)
- 2006: CSI: Den Tätern auf der Spur (CSI: Crime Scene Investigation, Fernsehserie, eine Folge)
- 2006: Enemies (Fernsehserie, eine Folge)
- 2008: Vielleicht, vielleicht auch nicht (Definitely, Maybe)
- 2008: Austin Golden Hour (Fernsehfilm)
- 2009: Dollhouse (Fernsehserie, eine Folge)
- 2009–2010: Mercy (Fernsehserie, 22 Folgen)
- 2011: Dr. Dani Santino – Spiel des Lebens (Necessary Roughness, Fernsehserie, 3 Folgen)
- 2011: I Hate That I Love You (Fernsehfilm)
- 2012–2013: The Mob Doctor (Fernsehserie, 13 Folgen)
- 2015: Members Only (Fernsehfilm)
- 2015: Dead People (Fernsehfilm)
- 2016–2022: Bull (Fernsehserie)